# Ectoedemia acanthella
Ectoedemia acanthella là một loài bướm đêm thuộc họ Nepticulidae. Nó được miêu tả bởi Wilkinson và Newton năm 1981. Nó được tìm thấy ở New Jersey.
Sải cánh dài 7.2 mm.